# Akodon montensis
Akodon montensis är en gnagare i släktet fältmöss som förekommer i Sydamerika.
Arten når en kroppslängd (huvud och bål) av 90 till 136 mm, en svanslängd av 32 till 98 mm och en vikt av 19 till 57 g. Hanar är med en genomsnittlig vikt av 45 g lite tyngre än honor som väger i snitt 40 g. bakfötterna är 17 till 28 mm långa och öronen är 11 till 21 mm stora. Den rödbruna pälsen på ryggen blir fram mot kroppssidorna ljusbrun. På undersidan förekommer antingen rödgrå päls eller ljusbrun päls med orange nyanser. Svansen bär endast några få hår.
Utbredningsområdet ligger i östra Paraguay och i sydöstra Brasilien mellan delstaterna Rio de Janeiro och Rio Grande do Sul. Akodon montensis når även galleriskogar i Minas Gerais och Goiás. Den vistas i låglandet och i kulliga områden upp till 800 meter över havet. Individerna lever dessutom i Atlantskogen och i savannen Cerradon.
Denna gnagare är nattaktiv och den lever främst ensam. Den genomsnittliga revirstorleken är 36 m² och den maximala storleken är 100 m². Akodon montensis gräver tunnlar i lövskiktet och skapar där ett näste. Födan utgörs av olika växtdelar, svampar och ryggradslösa djur som insekter och spindlar.
Fortplantningen sker främst under regntiden mellan oktober och februari. Honor har vanligen två kullar per år och ibland fler. Per kull föds 3 till 10 ungar efter 23 dagar dräktighet. Ungarna diar sin mor i lite mer än två veckor. Könsmognaden infaller för hanar efter 32 till 37 dagar samt för honor efter 35 till 91 dagar.
Beståndet påverkas negativ av skogsröjningar. Populationen är däremot stor. IUCN listar arten som livskraftig (LC).